# Advhena magnifica
Advhena magnifica — вид шестипроменевих губок родини Euplectellidae.

## Поширення
Відкритий у 2017 році в ході експедиції Okeanos Explorer. Виявлений на півночі Тихого океану за 850 миль на північний захід від Гавайських островів. Живе на океанічному підводному плато (гайот) Пігафетта на иглибині 2028 м.

## Назва
Нові вид та рід Advhena magnifica описані у 2020 році. Родова назва Advhena перекладається з грецької як «прибулець», а видова назва magnifica з латини як «дивовижний», тобто «дивовижний прибулець». Назва є посиланням на головного героя фільму «Іншопланетянин» — авторам таксона зовнішня будова губки здалася схожою на зовнішність прибульця.

## Опис
Дискастери — 480—570 мкм у діаметрі, дискогексастери — 55–60 мкм, кодонстаустрастри — 103—160 мкм, дискогексастри з калієкокомами — діаметром 138—255 мкм, і графіокоми — 150 мкм (N = 1); діаметр первинних променів 20–33 мкм.